# Плейонис, Георгиос
Георгиос Плейонис (греч. Γεώργιος Πλειώνης; 17 марта 1920, Кими — 20 апреля 2021, Афины) — греческий военный лётчик, маршал авиации, участник Второй мировой войны, гражданской войны в Греции, Корейской войны. В составе 335-й эскадрильи участвовал в сражении при Эль-Аламейне на стороне Антигитлеровской коалиции. В греческой гражданской воевал за антикоммунистическое правительство. Командовал 13-й авиагруппой Греческого экспедиционного корпуса в Корее в составе войск ООН — «американо-южнокорейской коалиции». Служил в ВВС Греции на командных должностях. Отказался сотрудничать с хунтой «чёрных полковников». Возглавлял Всегреческую ассоциацию ветеранов авиации.

## Курсант-авиатор
Родился на острове Эвбея. Школу окончил в Лаврионе. С детства мечтал стать лётчиком, увлечённо наблюдал за работой аэропорта «Элефтериос Венизелос». Несмотря на отцовский запрет и первоначальный отказ по медицинским показаниям из-за чрезмерной худобы, в 1939 поступил в Академию ВВС Греции, известную как «Школа Икара».
Первый курс лётной подготовки Георгиос Плейонис проходил на авиабазе Декелия в Татое. В начале итало-греческой войны из разбомбленного Татоя курсантов перевели в Аргос. После немецкого вторжения греческие курсанты-лётчики были перебазированы на британскую авиабазу Хаббания в Ираке, затем в Южную Родезию. Ускоренно обучались по программе RAF. Георгиос Плейонис освоил боевое вождение Hawker Hurricane, North American T-6 Texan, Supermarine Spitfire. После прохождения курса был переброшен в Газу, находился на авиабазе Акир в Палестине.

## Боевой лётчик
4 октября 1942 Георгиос Плейонис был зачислен в 335-ю греческую эскадрилью, воевавшую в составе британских ВВС. Сбивал вражеские самолёты, обстреливал и бомбил вражеские позиции, проводил разведку боем, осуществлял поиск пропавших без вести лётчиков. Участвовал в сражении при Эль-Аламейне, воздушных боях за Италию, воздушной поддержке югославских партизан, сопровождении союзных средиземноморских конвоев. 14 ноября 1944 капитан Плейонис со своей эскадрильей вернулся в Грецию и, включился в ликвидацию немецких гарнизонов на островах Эгейского моря. Несколько раз бывал сбит, выбрасывался с парашютом.
После окончания Второй мировой войны Георгиос Плейонис продолжал службу в ВВС Греции. Участвовал в гражданской войне на стороне королевского правительства. Совершал боевые вылеты против коммунистической ДАГ.
В 1950 Георгиос Плейонис был направлен на Корейскую войну. С 1951 подполковник Плейонис командовал 13-й военно-транспортной авиагруппой Греческого экспедиционного корпуса в Корее. Греческие самолёты осуществляли переброску боевых частей, подвоз боеприпасов, разведывательные и контрпропагандистские полёты, эвакуацию раненых. Плейонис дал самолётам имена древнегреческих богов, богинь и жён лётчиков, в том числе своей невесты Димитры. Годы спустя он с благодарностью вспоминал товарищей по эскадрилье и иностранных друзей — южнокорейцев, японцев, филиппинцев.
Вернувшись в Грецию, Георгиос Плейонис командовал различными подразделениями королевских ВВС. В 1955—1956 был начальником генштаба ВВС, в 1961—1962 возглавлял авиационное управление в генштабе вооружённых сил Греции, в 1957—1958 и 1962—1963 командовал 112-м авиаполком. Возглавлял греческие заграничные военно-авиационные миссии. Представлял ВВС Греции в военной организации НАТО. В 1964 произведён в генералы.
За годы службы Георгиос Плейонис совершил в общей сложности 383 боевых вылета. Имел более двадцати боевых наград разных стран Антигитлеровской коалиции. Известен в стране как «легенда греческой авиации».

## Политические взгляды
Как профессиональный военный, Георгиос Плейонис не участвовал в политике. Но он придерживался демократических взглядов, был убеждённым антифашистом и антикоммунистом. Генерал Плейонис осудил переворот 1967, отказался от какого-либо сотрдничества с хунтой «чёрных полковников». Был отправлен в отставку, уволен из армии, лишён положенных льгот (лечения в военном госпитале, доступа в греческий военторг).
После свержения «чёрных полковников» Георгиос Плейонис не вернулся на военную службу, но в 1975 получил звание маршала авиации. До 2010 был президентом Всегреческой ассоциации ветеранов военной авиации, затем — почётным президентом. Посещал публичные мероприятия ВВС. Пользовался большим уважением в обществе.
В своём последнем интервью Георгиос Плейонис крайне негативно отозвался о партии «Золотая заря», видел в этой партии наследие гитлеризма. Голосование за «Золотую зарю» объяснил отсутствием исторических знаний, непониманием совершаемых поступков. Главной внешней проблемой Греции считал потенциальную конфронтацию с Турцией. На вопрос, какой бы он предпочёл современный военный самолёт, Плейонис однозначно ответил: F-16.

## Личность
В браке Георгиос Плейонис имел двоих детей. Сын Манолис Плейонис — профессор-астрофизик, директор Афинской национальной обсерватории.
Скончался Георгиос Плейонис в возрасте 101 года. Манолис Плейонис назвал смерть отца «его последним полётом в небеса».
Жизнь и служба Георгиоса Плейониса характеризуются как пример патриотизма, военного профессионализма, силы и мужества — и при этом общительности и добродушной весёлости. В его военной биографии известна собака по имени Макс, которую он брал на боевые вылеты.